# Devesa (Cabana de Bergantiños)
Devesa (llamada oficialmente A Devesa) es una aldea española situada en la parroquia de Riobó, del municipio de Cabana de Bergantiños, en la provincia de La Coruña, Galicia.

## Demografía
| Gráfica de evolución demográfica de Devesa entre 2000 y 2019 |
|                                                              |
| Datos según el nomenclátor publicado por el INE.             |